# جون ويتفيلد (سياسي)
جون ويتفيلد (بالإنجليزية: John Whitfield)‏ هو سياسي بريطاني، ولد في 31 أكتوبر 1941. حزبياً، نشط في حزب المحافظين. وقد في الانتخابات العمومية للمملكة المتحدة 1983 ‏، انتخب عضو البرلمان التاسع والأربعون للمملكة المتحدة عن دائرة دوسبري خلال فترته النيابية ‏ (9 يونيو 1983 – 18 مايو 1987).